# Dia solar mitjà

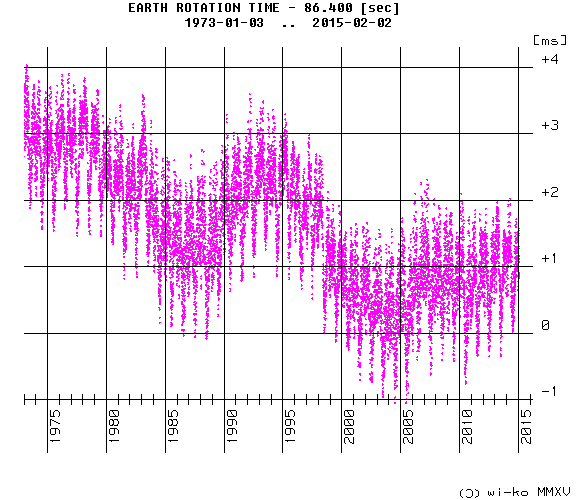
Desviació observada entre la duració dels dies solars vertaders i el dia solar mitjà, període 1974 a 2005, mesurada en mil·lisegons, respecte del valor teòric de 86.400 segons.

El dia solar mitjà és una mitjana del dia solar verdader, i es correspon amb el temps civil. Equival a 86.400 segons, unitat que actualment es defineix a partir de propietats atòmiques molt precises, la qual cosa permet mesurar les diferències amb el dia solar verdader.
Aquest temps no es mesura directament mitjançant cap mena de rellotge sinó que s'obté indirectament de l'observació d'altres temps: per exemple, el temps solar esbrinat mitjançant la lectura en l'escala d'un quadrant solar i calculat aritmèticament mitjançant l'equació del temps.